# Ľuboš Micheľ
Mgr. Ľuboš Micheľ  (* 16. květen 1968 Stropkov) je bývalý slovenský fotbalový rozhodčí.
Původním povoláním je učitelem, v současnosti manažer. Roku 1994 se již jako pětadvacetiletý stal rozhodčím FIFA. Mluví slovensky, anglicky, rusky a německy.

## Rozhodování
Micheľ debutoval na mezinárodním poli v listopadu 1993 v kvalifikačním zápasu na Mistrovství světa ve fotbale do 21 let mezi týmy San Marina - Anglií. V Lize mistrů rozhodoval Micheľ v sezóně 2001/2002 tři zápasy, v sezóně 2002/2003 také tři zápasy, 2003/2004 už šest zápasů a v sezóně 2004/2005 pět. Kromě toho rozhodoval v kvalifikaci i na hlavním turnaji MS 2006, na několika mistrovstvích juniorů, ME 2004 a také byl jedním z hlavních rozhodčích na ME 2008. Jeho asistenti jsou Martin Balko a Roman Slyško. Vrcholem jeho kariéry bylo rozhodování ve finále Ligy mistrů 2007/2008, ve kterém Manchester United porazil Chelsea v penaltovém rozstřelu. V říjnu 2008 po operaci achillovy šlachy předčasně ukončil kariéru rozhodčího

## Statistika
| Soutěž                             | zápas | ŽK  | ŽK-ČK | ČK |
| ---------------------------------- | ----- | --- | ----- | -- |
| Pohár UEFA                         | 2     | 10  | 2     | 0  |
| Liga mistrů                        | 26    | 103 | 3     | 3  |
| Mistrovství světa ve fotbale 2002  | 1     | 8   | 0     | 0  |
| Kvalifikace ME 2004                | 4     | 16  | 0     | 0  |
| Mistrovství Evropy ve fotbale 2004 | 3     | 16  | 0     | 0  |
| Konfederační pohár 2005            | 3     | 13  | 0     | 0  |
| Kvalifikace na MS 2006             | 5     | 28  | 0     | 0  |
| Mistrovství světa ve fotbale 2006  | 4     | 29  | 2     | 0  |
| Dohromady                          | 48    | 223 | 7     | 3  |

* Stav červen 2006

## Osobní život
Ľuboš Micheľ založil občanské sdružení Talent na pomoc mladým nadějným hráčům slovenského fotbalu. Byl zvolen poslancem NR SR za SDKÚ-DS ve volebním období 2006-2010, je členem výboru pro lidská práva, národnosti a postavení žen.